# Björn M Jakobsen
Björn M Jakobsen, född 29 juni 1948, är en svensk filmproducent och filmare, han grundade tillsammans med Sven Rosborn, Fotevikens Museum 1995.